# Eddy Duchin
Edwin Frank „Eddy“ Duchin (* 10. April 1910 in Cambridge (Massachusetts); † 9. Februar 1951 in New York City) war ein US-amerikanischer Bandleader und Pianist der leichten Unterhaltungsmusik (Sweet Music).

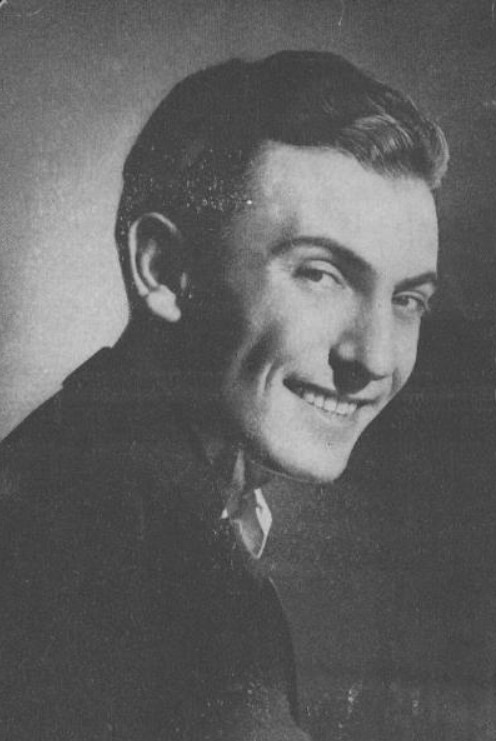
Eddie Duchin – Billboard (1942)

## Leben und Wirken
Duchin war ursprünglich Apotheker und war zunächst Pianist im Orchester von Leo Reisman im Central Park Casino in New York City, dem damals glamourösesten und beliebtesten Tanzlokal der Stadt. Für die Stelle musste er sich gegen harte Konkurrenz anderer Pianisten durchsetzen. Er war so erfolgreich, dass er 1931 Leiter des Orchesters wurde und  durch Radioübertragungen wurde er bald auch überregional populär. Als Pianist, der gleichzeitig erfolgreich eine Tanzband leitete, war er damals ein Vorreiter, dem andere folgten. Ein Grund für seinen Erfolg beim Publikum waren auch sein Showtalent und sein blendendes Aussehen. George Simon verglich seinen Stil mit dem eines Liberace-Vorläufers (eines, wie er es ausdrückt, „virilen“ Liberace). Während des Klavierspiels liebte er es, die Hände zu kreuzen und dabei mit einem der Finger der rechten Hand die Bassnoten zu spielen. Seine musikalischen Fähigkeiten waren begrenzt (er hatte keine formale Ausbildung) – er spielte nach eigenen Aussagen weniger, was er sah, als was er fühlte, und das auch häufiger unabhängig vom Orchester. Nach Meinung eines ehemaligen Bandmitglieds war er „der einzige Musiker, den er kannte, der in einem 32-Takt-Solo 32 Fehler machen konnte und trotzdem danach Ovationen erhielt“. Die musikalische Leitung der Band überließ er größtenteils seinem engen Freund Lew Sherwood, der Trompeter und Sänger in der Band war. Mit der Band trat er auch in anderen Hotels und hochklassigen Tanzlokalen auf und ging Anfang der 1940er Jahre auf eine erfolgreiche Südamerika-Tournee. Während des Zweiten Weltkriegs diente er in der US-Marine, allerdings nicht in einer Band, sondern als Offizier auf einem Zerstörer (er brachte es bis zum Lieutenant Commander). Nach Kriegsende konnte er nicht mehr an die alten Erfolge anknüpfen; 1949 hatte er eine Radio-Show, starb aber schon 1951 an Leukämie.
Eine Aufnahme von 1938, Ol Man Mose (von Louis Armstrong, gesungen von Patricia Norman), führte zu einem Skandal, der allerdings auch die Verkäufe der Platte erhöhte (mit 170.000 verkauften Platten, während damals 20.000 als großer Erfolg galt). Einige Hörer meinten, statt des eigentlichen Textes bucket die Worte fuck it herauszuhören. Die Platte wurde in England verboten.
1956 wurde sein Leben von George Sidney verfilmt mit Tyrone Power in der Hauptrolle (Geliebt in alle Ewigkeit). Sein Sohn aus erster Ehe Peter Duchin (* 1937) ist ebenfalls Bandleader und Pianist. In erster Ehe heiratete Eddy Duchin 1935 die Gesellschaftsdame Marjorie Oelrichs (1908–1937), die wenige Tage nach der Geburt ihres gemeinsamen Sohnes Peter starb.